# Василян, Арташес Аршакович
Арташес Аршакович Василян (23 апреля 1898, с. Узунтала, Елизаветпольская губерния — 10 февраля 1943, станица Новоджерелиевская, Краснодарский край) — командир 89-й Таманской дивизии.

## Биография
В 1916 г. призван в царскую армию. С началом революционных событий в 1918 г. добровольцем вступил в Кавказскую гвардию — инструктором пулемётной команды. Затем под руководством Амазаспа воевал против турок.
С мая 1920 г. — командир полковой пулемётной команды в 1-м добровольческом полку имени 26 бакинских комиссаров («Железный полк»). C 1922 г. командир пулемётного взвода и стрелковой роты 1-го отдельного батальона особого назначения, затем — командир 10-й отдельной роты особого назначения Азербайджанского полка. С 1924 г. — командир роты 2-го Азербайджанского полка.
С 1931 г. — помощник начальника 1-й части, с 1932 г. — начальник 2-й части штаба 77-й горнострелковой дивизии. С января 1934 г. — начальник штаба 4-го армянского горнострелкового полка, затем — начальник разведки 20-й горнострелковой дивизии.
С 1937 г. — преподаватель Тбилисских КУКС ЗакВО.
В 1938 г. был арестован НКВД, однако инкриминировать ему «антисоветскую деятельность» не удалось; спустя полгода освобождён и направлен преподавателем в Бакинское пехотное училище. В марте 1940 г. присвоено звание полковник.

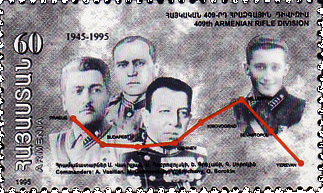
Командиры 409-й стрелковой дивизии: А. А. Василян, М. И. Добровольский, Е. П. Гречаный и Г. С. Сорокин. Марка Армении, 1995.

С 1 апреля по 19 августа 1941 г. — командир 818-го мотострелкового полка 236-й моторизованной дивизии 28-го механизированного корпуса, затем — командир 409-й стрелковой дивизии.
С 5 ноября 1942 г. — командир 89-й Армянской стрелковой дивизии. Погиб 10 февраля 1943 г. в бою у станицы Ново-Джерелиевская. Тело полковника на самолёте было отправлено в Армению и со всеми почестями похоронено в Ленинакане, в парке им. Шаумяна.

### Семья
Супруга — Мкртумян Ася Мкртычевна
Сыновья — Николай, Авинер, Виктор.
Дочь — Мариетта.

## Награды
- Юбилейная медаль «XX лет Рабоче-Крестьянской Красной Армии»[2]

## Память
- Имя А. А. Василяна носила одна из пионерских дружин в ленинаканской школе[2].
- Его именем названы улицы в Малгобеке и в Армении.